# NGC 3809
NGC 3809 је лентикуларна галаксија у сазвежђу Велики медвед која се налази на NGC листи објеката дубоког неба.
Деклинација објекта је + 59° 53' 10" а ректасцензија 11h 41m 15,9s. Привидна величина (магнитуда) објекта NGC 3809 износи 12,7 а фотографска магнитуда 13,7. NGC 3809 је још познат и под ознакама UGC 6649, MCG 10-17-40, CGCG 292-20, ARAK 310, PGC 36263.